# Puits Henri IV de Coutras
Le puits Henri IV est un ancien puits à eau situé sur la commune de Coutras, dans le département français de la Gironde, en France.

## Localisation
Le puits se trouve au cœur de la ville, sur la place Ernest-Barraud, à proximité de l'hôtel de ville.

## Historique
Le puits, seul vestige du château de Coutras détruit en 1731, a été construit comme ornement dudit château en 1551 (date gravée sur le monument) ; il doit sur surnom au fait qu'il fut « témoin » de la victoire d'Henri IV sur le  duc Anne de Joyeuse au cours de la bataille de Coutras (20 octobre 1587) ; il est classé au titre des monuments historiques par arrêté du 8 juillet 1911.

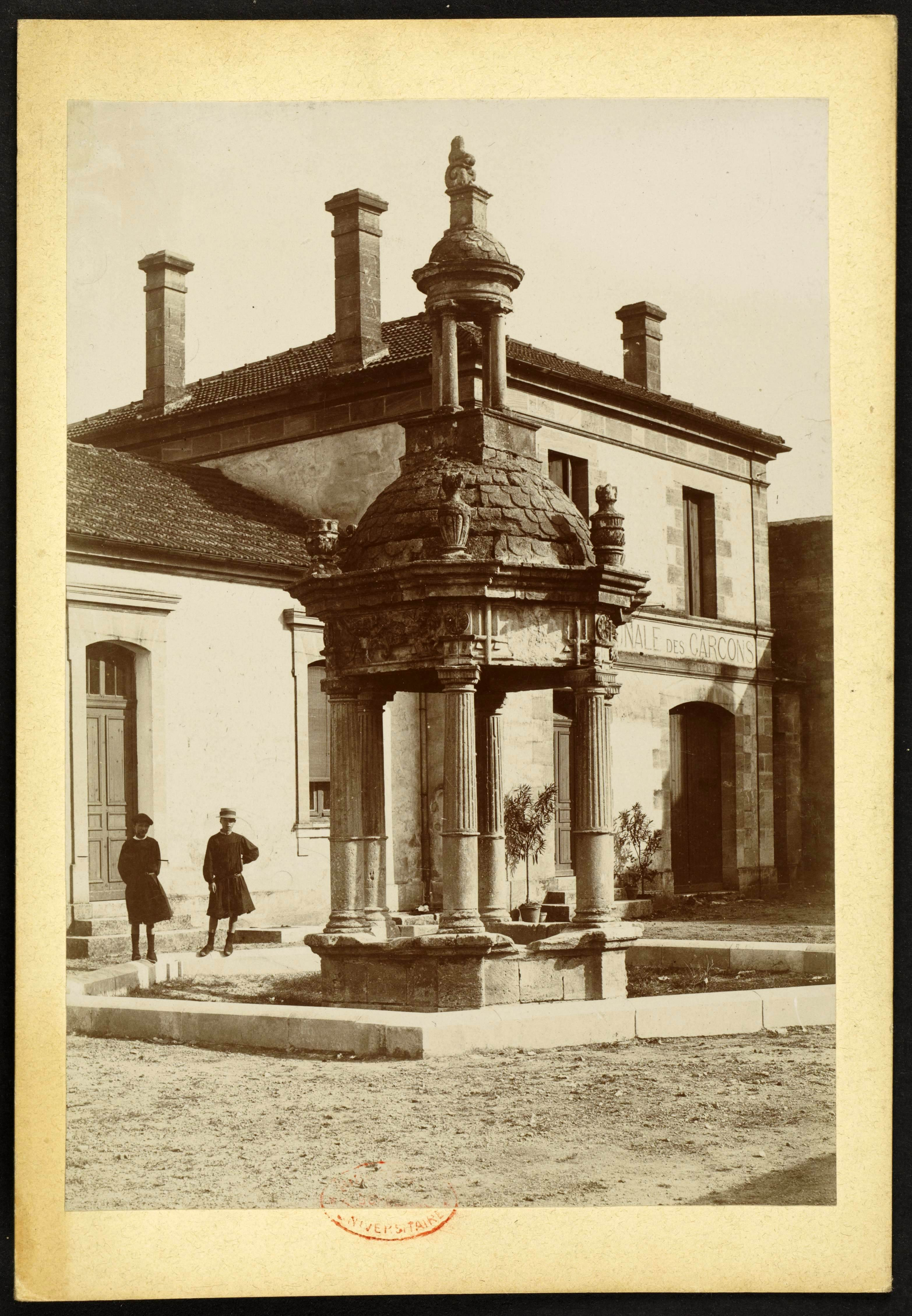
Le puits photographié par Jean-Auguste Brutails, circa 1900
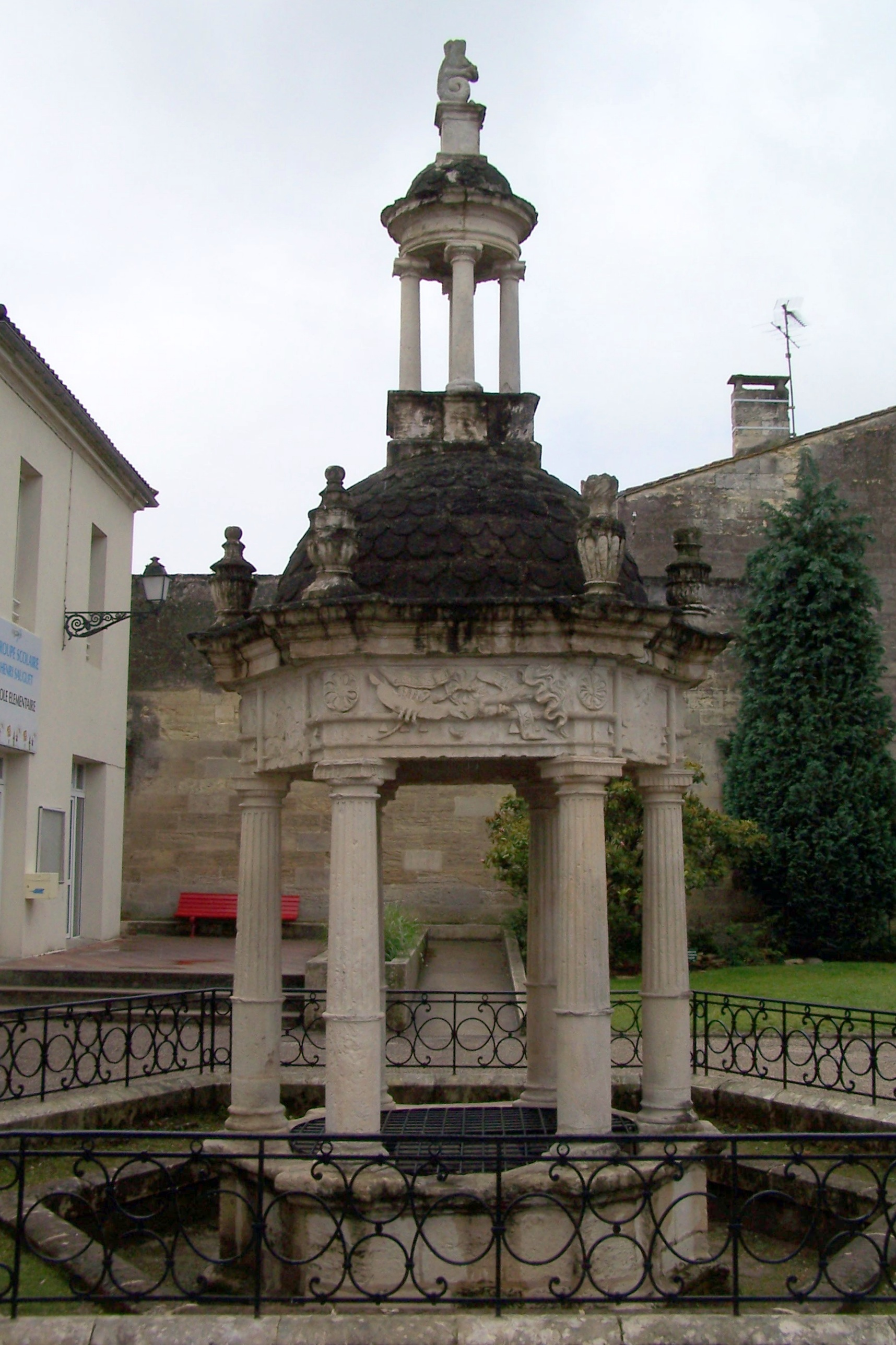
Le puits, face est
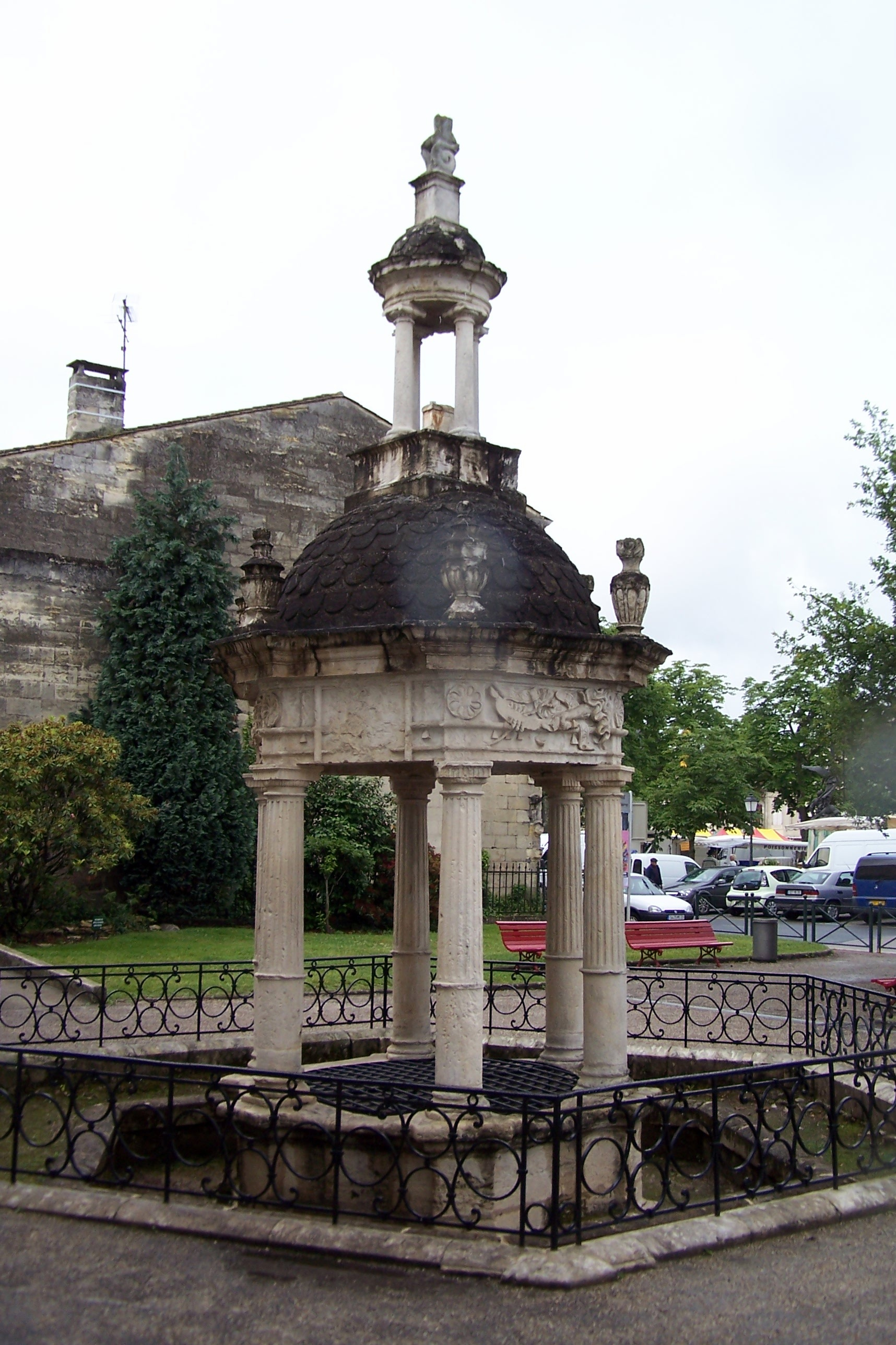
Le puits, face sud